# Paul Menant
Paul Menant, né le 28 mai 1891 à Propriano et mort le 27 avril 1934 au sein de l'Hôpital Cochin dans le 14e arrondissement de Paris, est un acteur français.

## Filmographie
- 1923 : Gossette de Germaine Dulac
- 1923 : Pour toute la vie de Benito Perojo
- 1927 : Antoinette Sabrier de Germaine Dulac
- 1928 : La Grande Passion d'André Hugon : Rétifat, un joueur de rugby
- 1931 : Hardi les gars ! de Maurice Champreux
- 1931 : 77 rue Chalgrin d'Albert de Courville
- 1932 : Maurin des Maures d'André Hugon
- 1933 : La Complice de Giuseppe Guarino